# Kodama (álbum de Alcest)
Kodama (palabra japonesa para "árbol espíritu" o "eco") es el quinto álbum de estudio de la banda de rock francesa Alcest. Fue lanzado el 30 de septiembre de 2016 a través de Prophecy Productions. Es un álbum conceptual sobre "la confrontación del mundo natural y el mundo humano", inspirado en la película de Hayao Miyazaki, La Princesa Mononoke. Musicalmente, el álbum es un regreso al estilo anterior de Blackgaze de la banda, debido a la sensación de Neige de que "necesitaba buscar algo más impactante, más oscuro y más personal". Kodama es también el primer álbum de Alcest que presenta a Indria Saray actuando en el bajo, aunque él ha tocado con la banda en vivo desde 2010.

## Estilo Musical y Composición
Según Winterhalter, "al final fue un proceso de composición de 3 años, además de los 3 meses de grabación y mezcla, con Neige empezando a escribir casi inmediatamente después de regresar de grabar Shelter en Islandia. 'Untouched' fue la primera canción escrita para este álbum, seguida de la canción 'Kodama'. "Estas dos canciones (especialmente Kodama) forjaron el sonido de todo el álbum, a través de ellos pude prever la forma y la identidad del álbum y la dirección que quería tomar para el resto del álbum".
Neige ha dicho que el álbum está fuertemente influenciado por la cultura japonesa y por la película Princesa Mononoke de Hayao Miyazaki. Neige se inspiró particularmente en el protagonista de la película San, viendo algo de sí mismo en ella. Sobre la base de la película, Kodama se centra particularmente en el conflicto entre los mundos "humano" y "natural". Hablando de la influencia japonesa del álbum, Neige dijo que proviene de su propio amor por la cultura japonesa, particularmente por la forma en que "Japón tiene una sociedad hiper-tecnológica, siempre delante de su tiempo, llena de objetos locos, gadgets, etc. Hay gente muy apegada a la tradición, la naturaleza y la espiritualidad ". Citó las dos giras de la banda de Japón, en las que actuaron dentro de los templos budistas, como una influencia profunda en la dirección de este álbum.
Este nuevo trabajo también representa un retorno al estilo anterior de Blackgaze de Alcest. Neige dijo que "querían volver a algo un poco más punzante, porque en ese momento sentimos esta necesidad, de una manera muy natural, porque después de un registro tan suave, se quiere hacer algo más impactante". "En cuanto a las guitarras, quería traer de vuelta los riffs y contrastes en nuestro sonido, explorando las posibilidades de la guitarra tanto como me fue posible. Sentí que algunas de las canciones podrían beneficiarse de más expresiones contrastadas Yo elegí no limitarme y pasé de gritos agudos a líneas vocales muy aireadas y etéreas ". También destacó el álbum de Grimes Visions, los dos últimos álbumes de Tool, Dinosaur Jr., The Smashing Pumpkins, Coctaeau Twins, Explosions in the Sky, The Cure y Sonic Youth como influencias musicales en la dirección de este álbum.

## Producción y Grabación
Según Neige, la banda pasó "muchos meses" en el estudio de grabación del álbum, de enero a abril de 2016. Los tambores fueron grabados por primera vez en el propio espacio de ensayo de la banda en una antigua cinta grabada, "utilizando sólo la reverberación natural del ático, para dar la sensación de un espacio real y amplio ". Después de terminar de grabar los tambores, la banda fue a Drudenhaus Studio para grabar el resto del álbum. Neige utilizó solo una Fender Jazzmaster con una variedad de pedales de efectos, con el objetivo deliberado de recrear el sonido más natural de la banda en vivo en el estudio.
El 15 de enero de 2016, Neige publicó "Nuevo álbum" En la página de Facebook de la banda, comentando que el nuevo trabajo sería "definitivamente más oscuro". El 3 de marzo, la grabación de las guitarras fue terminada. El 16 de mayo, afirmó que el álbum estaba en el proceso de masterización. El 26 de julio anunciaron oficialmente el título, la portada, la lista de canciones y la fecha de lanzamiento.

## Lista de canciones
Todas las canciones fueron escritas por Neige.

| N.º   | Título               | Duración |  |
| 1.    | «Kodama»             | 9:07     |  |
| 2.    | «Éclosion»           | 8:54     |  |
| 3.    | «Je suis d'ailleurs» | 7:22     |  |
| 4.    | «Untouched»          | 5:12     |  |
| 5.    | «Oiseaux de proie»   | 7:50     |  |
| 6.    | «Onyx»               | 3:51     |  |
| 42:12 |                      |          |  |